# Tkanka chrzęstna szklista

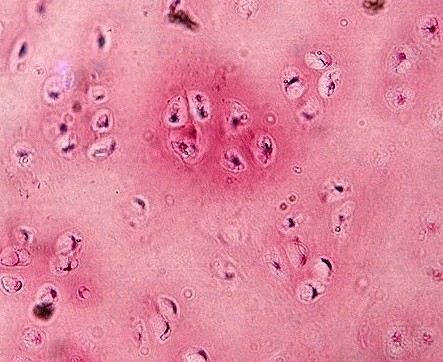
Wygląd chrząstki szklistej pod mikroskopem

Tkanka chrzęstna szklista, chrząstka szklista – tkanka chrzęstna odporna na ścieranie, mająca zdolność do remineralizacji. Znajduje się na powierzchniach stawowych, przymostkowych częściach żeber, w ścianie tchawicy, oskrzeli i krtani. Tworzy ludzki szkielet w okresie zarodkowym i płodowym (wówczas dość szybko jest zastępowana przez tkankę kostną). 
W półprzezroczystej, mleczno lśniącej istocie międzykomórkowej chrząstki szklistej znajdują się liczne grupy chondrocytów, a między nimi włókienka kolagenowe, ułożone najczęściej nieregularnie. Istota podstawowa zbudowana jest z makrocząsteczek proteoglikanów oraz kwasu hialuronowego, tworzących kompleksy o masie 100 mln Da, w których kwas ten tworzy oś układu. W skład makrocząstek monomerów glikozaminoglikanów wchodzą siarczan chondroityny i siarczan keratanu, które wiążą  wodę (gdyż zawierają wiele grup hydroksylowych) – stanowi ona 70% masy tkanki chrzęstnej szklistej i odpowiada za utrzymanie jej sprężystości. Wraz z wiekiem zwiększa się stosunek objętości włókienek kolagenowych do objętości istoty podstawowej.
Poza chrząstkami stawowymi i nasadowymi posiada ochrzęstną.

## Odżywianie i degradacja
Funkcję odżywiania tej tkanki pełni ochrzęstna, gdyż sama tkanka nie posiada naczyń krwionośnych (ani nerwów). Odżywianie następuje przez dyfuzję z naczyń krwionośnych kanałów ochrzęstnej – jednak jest ona znacznie utrudniona z uwagi na to, że cała woda w tkance chrzęstnej szklistej jest aktywnie związana. W efekcie, razem z wiekiem i rozwojem tkanki, żywotność chondrocytów znajdujących się głęboko w niej spada i następuje degradacja części z nich, co pogarsza właściwości mechaniczne tkanki.

## Wzrost i regeneracja
Za wzrost śródmiąższowy (inaczej śródchrzęstny) tkanki odpowiadają chondroblasty, które powiększają jej masę od wewnątrz przez podziały oraz syntezę kolagenu i proteoglikanów. Wzrost chrząstki odbywa się także inną drogą: przez odkładanie chrząstki przy udziale wewnętrznej warstwy ochrzęstnej, poprzez podział komórkowy i odkładanie kolejnych warstw kolagenu typu II i proteoglikanów.
Regeneracja tkanki chrzęstnej u dzieci i ludzi młodych następuje poprzez rozmnażanie chondrocytów, syntezujących kolagen typu II i proteoglikany. U ludzi dorosłych regeneracja odbywa się jedynie drogą odkładania chrząstki.